# ساندي بيتش، البرتا
ساندي بيتش (Sandy Beach، الشاطئ الرملي) هي قرية صيفية في ألبرتا, كندا. وهي تقع على شاطيء بحيرة ساندي لايك (البحيرة الرملية)، إلى الشمال الغربي من مدينة ادمونتون على الطريق السريع 642.

## التركيبة السكانية
وصل عدد سكانها بخسب تعداد عام 2011  إلى 223 يعيشون في 106 مسكن من اصل 277 مسكن، بانخفض -6.7% عن عدد سكان عام 2006 الذي وصل إلى 239 مواطن. تبلغ مساحتها 2.43 كـم2 (0.94 ميل2) ، وكان الكثافة السكانية 91.8/كم2 (237.7/sq mi) في عام 2011.

## وصلات خارجية
- الموقع الرسمي